# Думи мої, думи мої (1840)
«Думи мої, думи мої» — вірш Тараса Шевченка, написаний 1840 року, ліричний вступ до «Кобзаря», літературний маніфест молодого автора, який представляє загалові свою першу книжку, а з нею — свій голос як національного поета України.

## Історія написання та публікації
Вірш датується орієнтовно за часом підготовки рукопису «Кобзаря» 1840 року та подання його до цензури: січень — початок березня 1840 року, С.-Петербург.
Автограф не відомий. Написаний, очевидно, пізніше від інших творів, що увійшли до «Кобзаря» 1840 року, рукопис якого подано до Петербурзького цензурного комітету 7 березня 1840 року, вірш є програмним вступом до першої поетичної збірки Шевченка. За «Кобзарем» 1840 року передруковано в ««Чигиринському Кобзарі і Гайдамаках» 1844 року з кількома орфографічними виправленнями («сльози» замість «сліози», «його» замість «іого» тощо), в рядку 27 вставлено підсилювальну частку: «Лихо ж мені з вами».
Після заслання Шевченко включив вірш до рукописної збірки «Поезія Т. Шевченка. Том первий» (виготовленої протягом лютого — квітня 1859 року), куди його переписано рукою І. М. Лазаревського. Нині відома лише заключна частина (рядки 93 — 116) цього списку, місцеперебування решти списку не встановлено. В списку І. М. Лазаревського є незначні розбіжності з друкованим текстом 1840 та 1844 років у рядках 99 та 113. Рядок 115 «Своїх діток нерозумних» Шевченко виправив спершу на «Твоїх діток нерозумних», потім на «Моїх діток нерозумних», як було в друкованому тексті.
Наприкінці 1859-го — на початку 1860 року (до виходу в світ 23 січня «Кобзаря» 1860 року) Шевченко вніс деякі зміни в текст вірша у робочому примірнику «Чигиринського Кобзаря і Гайдамаків» 1844 року: зробив кілька пунктуаційних виправлень, усунув друкарську помилку в рядках 72 — 73 («А зато той, що дивиться На людей душою»), відновивши текст «Кобзаря» 1840: «А надто той, що дивиться На людей душою», виправив рядок 96 «Поки попи не засиплють» на «Поки, поки не засиплють».
Намір Шевченка включити вірш до нового видання своїх творів наштовхнувся на цензурні перепони. Член Головного управління цензури О. Г. Тройницький у відгуці про «Чигиринський Кобзар і Гайдамаки» від 23 січня 1859 року зазначав, що у вірші «Думи мої, думи мої…» «слишком горько высказывается скорбь автора об уничтожении казачьей вольности, над могилой которой, по словам его, „Орел чорний сторожем літає“, и грусть его на чужбине, т. е. на севере России, по родине его, Украйне. Эту песнь я полагал бы за лучшее исключить вовсе из второго издания поэм Шевченко: в ней нет почти особо предосудительных стихов, кроме разве вышеприведенных, но общая мысль ее враждебна слиянию Малороссии с Великороссией».
З таким висновком не погодився цензор Петербурзького цензурного комітету С. М. Палаузов у відгуці на рукопис «Поезія Т. Шевченка. Том первий» від 28 квітня 1859 року: «Так как это стихотворение есть не что иное, как поэтическое введение, в котором поэт посвящает свои песни Украине, способной лучше понимать его произведения, то не нахожу причины, почему бы следовало исключить эту в высшей степеня превосходную пьесу. Одно только место в этой песне могло бы быть подвергнуто цензурному контролю, это со стиха: „А над нею (над Украйной) орел чорний. Сторожем літає…“ и до стиха: „Тілько сльози за Украйну, А слова немає…“ и то в таком случае, если в орле проявляется олицетворенная власть, стерегущая Украйну; но подобное объяснение было бы неуместной натяжкой».
Проте О. Г. Тройницький наполягав на забороні всього вірша або принаймні більшої його частини. У відгуці від 25 липня 1859 року, пропонуючи відхилити рукопис «Поезія Т. Шевченка. Том первий» і повернутися до розгляду друкованого видання «Чигиринський Кобзар і Гайдамаки» 1844 року, він зазначав, що «полагал бы за лучшее исключить вовсе первую вводную песнь: „Думи мої, думи мої…“ или, по крайней мере, всю часть ее от стиха: „За карії оченята“ до стиха „Карай того, Боже!“. Без всякой неуместной натяжки, предполагаемой рассматривавшим рукопись г. Шевченко г. цензором Палаузовым, нельзя не видеть в этой части упоминаемой песни выражения грусти автора о нынешней судьбе Малороссии, со времени подчинения ее под власть России, между тем как в начале и в конце песни высказывается только личная тоска поэта об удалении его из дорогой и милой родины, Украйны, в край для него чужой. В указываемом г. цензором и вполне признаваемом мною высоком поэтическом достоинстве этой песни я вижу еще больше причин к предлагаемому мною исключению: именно по поэтическому достоинству своєму эта песнь врежется в память всякого малороссиянина, восприимчивого к преданиям украинской старины, а этого едва ли следует желать для блага самой Украйны». Унаслідок цього у «Кобзарі» 1860 року вірш з'явився у значно урізаному вигляді — без рядків 28 — 100. В рядку 17 «Нащо вас кохав я, нащо доглядав» вставлено підсилювальну частку: «Нащо ж вас кохав я, нащо доглядав».
Ще за життя Шевченка вірш поширювався в списках. За друкованим текстом «Кобзаря» 1840 року або «Чигиринського Кобзаря і Гайдамаків» 1844 року зроблено списки: у рукописній збірці «Wirszy T. Szewczenka» польською транслітерацією з ілюстраціями М. С. Башилова та Я. П. де Бальмена; у рукописній збірці, писаній невідомою рукою, «„Кобзар“ Т. Шевченка» середини XIX ст.; у рукописній збірці І. І. Сердюкова «Кобзар» 1857 року; у «Кобзарі» 1861 року, що належав І. П. Левченку.

## Жанр, композиція
За жанром вірш являє собою романтичну елегію, вишуканість форми якої витримано за романсним типом наспівної інтонації, не властивої фольклорним пісням. Своєрідний внутрішній діалог увиразнюється чергуванням риторичних окликів, запитань і відповідей, що створює примхливий і розмаїтий інтонаційний малюнок. Текст твору будується з трьох композиційних частин. Композиційна рамка твору є апострóфою — зверненням до своїх «дум», тобто до власної поезії, втіленої в метафоричні образи дум-дітей і дум-квітів: тут виявлено пристрасне бажання бути почутим, знайти відгук у серцях земляків, в Україні. Ці два ряди образів становлять ліричний сюжет першої композиційної частини тексту (сторінки 1—27). Центральна частина твору (сторінки 28—100) — пристрасний і сумовитий монолог, де вперше в українській поезії постає образ ліричного героя-поета з автобіографічними моментами власної долі (сирітство, самотність, чужина) й виразно окресленими поетичними темами, що його хвилювали: ліричною темою кохання й героїчною темою козацької слави, — тобто власною творчою програмою. Третя частина (сторінки 101—116) повертає читача до образу дум, знову оформлених у вигляді апострóфи, утворюючи разом із першою частиною композиційне обрамлення твору. У цій частині обидва асоціативні ряди — квітів і дітей — злилися в один багатосмисловий образ, у якому думи постають сиротами, що їх поет посилає «попідтинню» в Україну в пошуках свого читача з «щирим серцем» та «ласкавим словом». Ліричний сюжет пошуків місії свого поетичного слова завершується апострóфою—зверненням поета до «неньки-України» з проханням привітати його думи «як свою дитину».

## Ліричний зміст
У вірші домінує мотив власного поетичного слова, вперше означеного як «думи». Уже з початкових рядків елегії образи автора і його віршів-дум постають у сумовитих тонах. Відповідно до романтичної традиції, поет, постаті якого притаманні таємничість і загадковість, виливає сум і жаль над своїми рядками, спочатку не вмотивовуючи цих переживань. Згодом окреслюється недоброзичливе й чуже поетові оточення, у якого ці болючі думки викликають лише байдужу цікавість або й насмішки. Розуміння і співчуття поет сподівається знайти в щирій дівочій любові. Мотив серця, що багаторазово відлунює в поезії як найвищий ціннісний морально-етичний критерій, є неодмінною складовою Шевченкового сентиментально-елегійного словника. Однак поруч з Україною «вишневих садків» і «темних ночей» з «дівочими ласками» його уяву все дужче притягує Україна як поле національних змагань, з «козацькою громадою», «степом» і «могилами-горами». Рідний краєвид уособлює колишню «козацьку волю», що «лягла спочить», і цей образ символізує загибель козаччини, її вічний мертвий сон у насипаній невідомо ким «могилі». Волю сторожить імперський «орел чорний» — символ самодержавства — винуватця трагедії України. Згодом з'являється новий образний мотив: кобзарям протиставлено образ ліричного героя, засобами народної символіки («змія люта» — журба; «думка, як той ворон» — провісник нещастя — «літає та кряче», «серденько соловейком щебече та плаче») та народної фразеології вимальовується сентиментально-романтичний образ молодого самотнього поета-сироти в чужому краю, ностальгійно зажуреного й відчуженого від байдужого й агресивного оточення. Заключні чотири катрени перегукуються з початком елегії завдяки образу дум («квітів-дітей»), що їх автор спрямовує до України. Так остаточно стверджується момент власного самоусвідомлення як поета національного.
«Це справді таки "увертюра" до великої симфонії Шевченкової поезії: тут мовби короткими музичними репліками окреслено майже всі основні її майбутні теми, принаймні петербурзького періоду, хоч і не тільки. І тут таки Шевченко ненавмисно дає ключ до таємниці своєї поетичної магії: "Серце рвалося, сміялось, // Виливало мову, // Виливало, як уміло..."; ось у цьому, у магічних виливах чуття, в його непідвладним ніяким канонам, а тільки самій силі переживання, постійних переходах від гніву до ніжності, від надії до розпачу, від картання до лагідності, у душевній всеоб'ємності — і буде Шевченкова сила, Шевченкова унікальність... » — академік Іван Дзюба

## Мистецькі інтерпретації
- Вірш алюзійно перегукується з однойменною поезією Шевченка «Думи мої, думи мої» 1847 року.
- Вірш був покладений на музику композиторами І. С. Біликовським, С. І. Воробкевичем, Я. С. Степовим, Є. Т. Козаком[15] та інші.
- Музичні проєкти на слова вірша представлені в репертуарі гуртів та виконавців: Фома та гурт «Мандри»[16], «Фата Моргана»[17], «Бандурбенд»[18]
- За мотивами вірша створена картина «Думи мої, думи» (1959—1960), Державний музей українського образотворчого мистецтва, автором якої є художник М. М. Божій.
- Ілюстрації до вірша створили художники М. А. Стороженко (1987—2004), В. І. Касіян, А. Рилов та інші.